# الکساندر شیشکوف
الکساندر سمیونوویچ شیشکوف (به روسی: Александр Семёнович Шишков)‏ (۹ مارس ۱۷۵۴–۹ آوریل ۱۸۴۱) از سیاست‌مداران، نویسندگان و دریاسالارهای روس بود.